# Солёные палочки

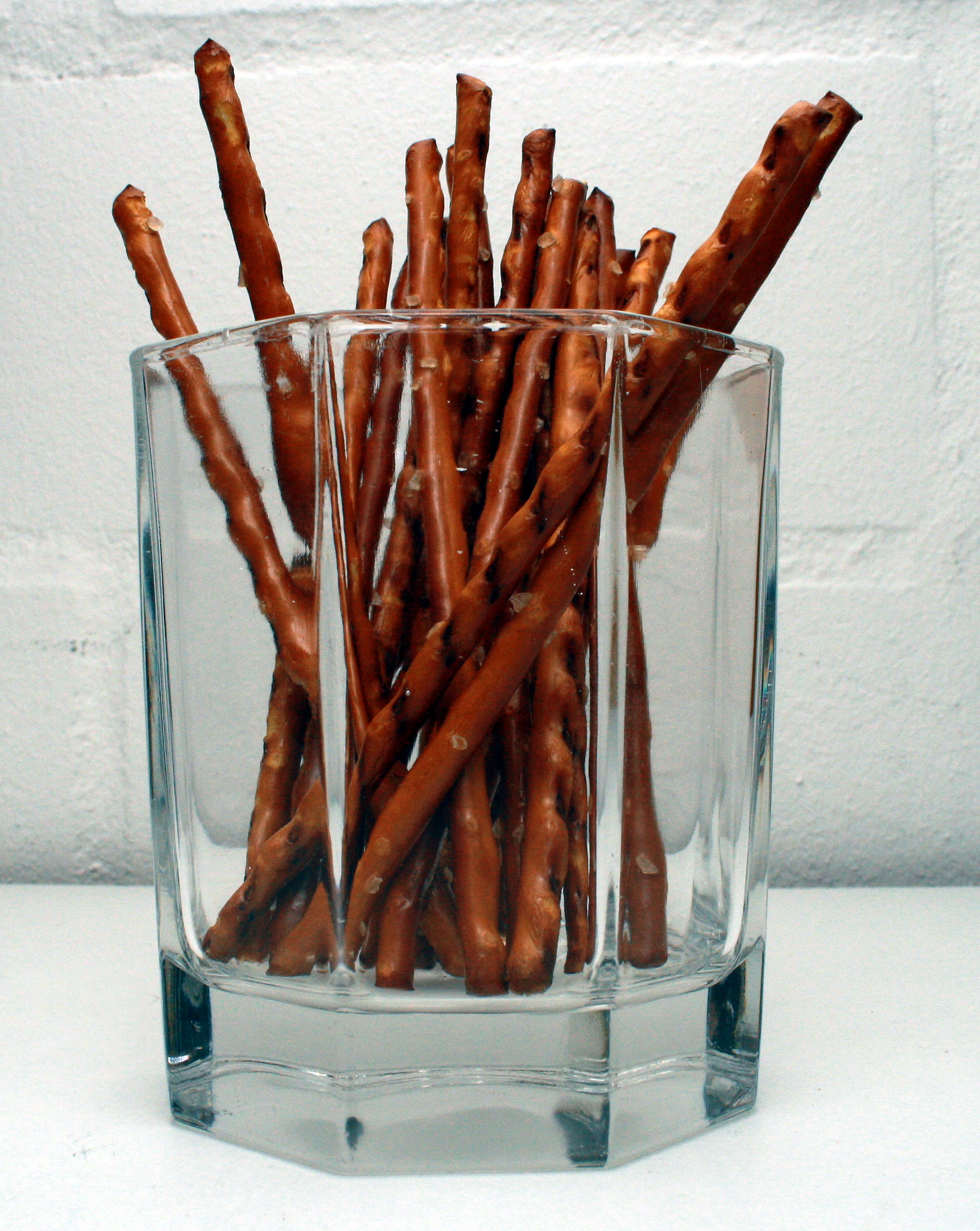
Солёные палочки

Солёные палочки — хлебобулочное изделие длительного хранения, представляющее собой посыпанные солью сухие хрустящие палочки с блестящей коричневой поверхностью толщиной в 4 мм и длиной от 10 до 15 см. Солёные палочки готовят по технологии щелочной выпечки — из теста, обработанного водным раствором каустической соды, основными ингредиентами которого являются мука, вода, растительное масло, поваренная соль, солод, дрожжи. Подаются к вину, пиву и сыру.
Солёные палочки появились в США, первое производство было открыто в Европе в 1935 году немецкой компанией Bahlsen.